# Phoma subherbicola
Phoma subherbicola är en lavart som beskrevs av Gruyter, Noordel. & Boerema. Phoma subherbicola ingår i släktet Phoma, ordningen Pleosporales, klassen Dothideomycetes, divisionen sporsäcksvampar och riket svampar.   Inga underarter finns listade i Catalogue of Life.